# Conjugatae
Conjugatae é o nome botânico de um filo, segundo o sistema de classificação de Wettstein.